# Paragus faesi
Paragus faesi är en tvåvingeart som beskrevs av Weyer 2000. Paragus faesi ingår i släktet stäppblomflugor, och familjen blomflugor.
Artens utbredningsområde är Turkiet. Inga underarter finns listade i Catalogue of Life.